# David Reddaway

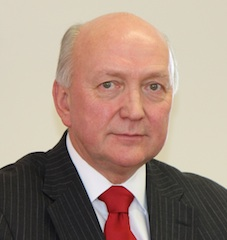
David Reddaway

Sir David Norman Reddaway KCMG, MBE (* 26. April 1953 in Ottawa) ist ein britischer Diplomat.

## Leben
David Reddaway war von 1975 bis 1977 im Foreign and Commonwealth Office Sachbearbeiter für die Deutsche Demokratische Republik und den Europarat.
Von 1977 bis 1980 war er in Teheran Botschaftssekretär dritter später zweiter Klasse.
Von 1980 bis 1984 war er in Madrid Botschaftssekretär erster Klasse.
Von 1984 bis 1986 war er im Foreign and Commonwealth Office Sachbearbeiter für die Falklandinseln.
Von 1986 bis 1988 war er im Foreign and Commonwealth Office Privatsekretär des Außenministers.
Von 1988 bis 1990 war er in Neu-Delhi Botschaftssekretär erster Klasse.
Von 1990 bis 1993 war er in Teheran Geschäftsträger.
Von 1993 bis 1997 war er in Buenos Aires Gesandter und stellvertretender Leiter der Botschaft.
Von 1997 bis 1999 leitete er im Foreign and Commonwealth Office die Abteilung Südeuropa.
Von 1999 bis 2001 leitete er im Foreign and Commonwealth Office die Abteilung Verwaltung.
2002 war er in London Sonderbeauftragter für Afghanistan
Von 2002 bis 1997 war er an der University of Harvard, Visiting Fellow.
Von 2003 bis 2006 war er Hochkommissar in Ottawa.
Von 2006 bis 2009 war er Botschafter in Dublin. 
Seit 2009 ist er Botschafter in Ankara.
| Vorgänger              | Amt                                          | Nachfolger            |
| ---------------------- | -------------------------------------------- | --------------------- |
| Nicholas Walker Browne | Britischer Botschafter in Teheran 1990–1993  | Jeffrey Russell James |
| Robert Andrew Burns    | Britischer Hochkommissar in Ottawa 2003–2006 | Anthony Cary          |
| Stewart Eldon          | Britischer Botschafter in Dublin 2006–2009   | Julian King           |
| Nick Baird             | Britischer Botschafter in Ankara 2009–...    | —                     |